# NGC 7091
NGC 7091 = IC 5114 ist eine Balken-Spiralgalaxie vom Hubble-Typ SBd im Sternbild Kranich am Südsternhimmel. Sie ist schätzungsweise 116 Millionen Lichtjahre von der Milchstraße entfernt und hat einen Durchmesser von etwa 70.000 Lichtjahren.
Das Objekt wurde am 1. Juli 1834 von John Herschel (als NGC aufgeführt) und am 9. Juli 1897 von Lewis Swift entdeckt (als IC gelistet).